# Ruta Quetzal
La Ruta Quetzal (també denominada Aventura 92 i Ruta BBVA en diferents etapes) va ser un projecte d'educació i intercanvi cultural per a joves encapçalat pel famós aventurer espanyol Miguel de la Quadra-Salcedo. El programa va ser creat en 1979, per suggeriment del rei Joan Carles I d'Espanya, i va finalitzar en 2016 amb la mort del seu fundador. L'objectiu d'aquest programa va ser consolidar entre la joventut de tots els països de parla hispana els fonaments de la Comunitat Iberoamericana de Nacions.
Al llarg dels seus 38 anys de vida (31 edicions), la Ruta Quetzal va aconseguir unir a més de 10.000 joves i va recórrer més de 20 països, seguint sempre les petjades de personatges crucials en la història de la Comunitat Iberoamericana. Aquesta expedició iniciàtica, en la qual es barrejaven l'educació en valors, la cultura i l'aventura, va ser dirigida per Miguel de la Quadra-Salcedo i comandada per Jesús Luna Torres en qualitat de Cap de Campament.
La Ruta Quetzal va estar adscrita a la Secretaria d'Estat per a la Cooperació Internacional i per a Iberoamèrica del Ministeri d'Afers Exteriors i de Cooperació d'Espanya, i va ser afavorida per la Secretaria General Iberoamericana (SEGIB). El programa també va ser declarat d'interès nacional per més de 30 països, va estar avalat per la Unió Europea, i va ser declarada en 1990 programa cultural d'"Interès Universal" per la UNESCO.

## Participació
Al llarg dels anys, els requisits de participació per a formar part de l'expedició van variar considerablement. Per a participar en l'última edició de la Ruta Quetzal, havien de complir-se els següents requisits:
- tenir un nivell mitjà d'espanyol parlat i escrit.
- tenir entre 18 i 19 anys abans de l'inici de l'expedició.
- tenir la nacionalitat d'algun dels països convidats a participar (els països convidats a participar variaven en cada edició).

Els candidats havien de fer un treball escrit o un treball musical, relacionat amb un dels temes presentats, i un projecte d'emprenedoria social. Aquests treballs eren revisats per un jurat de la Universitat Complutense de Madrid, que els corregia un a un i els valorava amb una nota final. Addicionalment, a partir de 2015 es van tenir en compte els expedients escolars per a obtenir la decisiva nota final. Normalment, el termini d'admissió de treballs començava en els mesos d'octubre i novembre, i acabava al febrer.
Els ruteros havien de ser, a més, persones amb inquietuds culturals, històriques i esportives: joves amb ganes de participar en l'intercanvi humà-cultural que es donava durant l'expedició i que tinguessin ganes de viure una aventura. La intenció del seu fundador i creador, Miguel de la Quadra-Salcedo, va ser sempre que aquest programa suposés un viatge iniciàtic per als joves participants, una experiència formativa radical i determinant en el seu procés de maduració. Ell mateix va declarar: els nois surten de les seves cases sent nens de 16 i 17 anys i tornen com a veritables homes que passaran a ser el futur més radical als seus països, dirigint empreses, com a líders de les seves comunitats indígenes, investigadors, etc.
Les places es repartien en funció de la pertinença dels candidats a tres grups diferents: fills d'empleats de BBVA, candidats dels països convidats a participar i ambaixada de la discapacitat (reservat per a aquells expedicionaris amb una discapacitat igual o superior al 30%). Cada grup tenia un contingent de places, i els ruters eren seleccionats per estricte ordre de nota final, aconseguida amb el treball presentat.
Al voltant de 200 nous ruters eren seleccionats en cada edició.

### Anteriorment
En antigues edicions, l'edat de participació estava compresa entre els 16 i 17 anys, però en 2015 es va decidir canviar el grup d'edat dels participants. Així mateix, es va limitar el tipus de treballs que podien presentar-se a només dos, musical i de recerca, deixant de costat els treballs artístics i literaris, i es va incloure un altre nou treball de caràcter obligatori: un projecte d'emprenedoria social, relacionat amb un dels quatre àmbits proposats per l'organització: salut, economia col·laborativa, nous models d'aprenentatge o ecologia. L'edició de 2013 va ser l'última en què es va convidar a participar a joves de països europeus que no fossin Espanya o Portugal.
El nombre de participants va variar des dels 400 de l'any 1992 fins als 150 del 2016.
En les seves primeres edicions, els participants eren seleccionats a través d'un concurs de televisió emès en la cadena La 2 de Televisió Espanyola.

## L'expedició
L'expedició solia tenir una durada d'un mes, entre juliol i agost. Es desenvolupava en règim de campament: durant tota l'expedició, els ruters vivien en tendes de campanya i havien de portar amb si els seus objectes personals en motxilles. Els expedicionaris es dividien en grups, capitanejats per un monitor, i a cada ruter se li assignaven uns companys de botiga.
Aquest viatge tenia dues etapes diferenciades: una fase americana, que es desenvolupava en un o diversos països d'America Llatina, i una altra espanyola, que es duia a terme en una zona determinada d'Espanya. Durant el viatge, els ruters estudiaven aspectes de la història i cultura comuna de totes dues regions.

### Programa acadèmic
El programa acadèmic era una part fonamental de totes les edicions, ja que l'expedició al complet se sustentava en ell i l'itinerari seguia les petjades dels personatges fonamentals per a la història de les terres visitades. Aquest programa acadèmic estava a càrrec de la Universitat Complutense de Madrid, i pretenia impulsar la unió dels pobles i la consciència històrica, així com la relació amb les noves tecnologies i la ciència.
Durant el viatge s'impartien cursos, seminaris, tallers, conferències i col·loquis sobre diversos temes, a càrrec de ponents d'excel·lència, tant de la Universitat Complutense de Madrid com d'universitats americanes. També ho feien personalitats locals, com a dirigents o artistes, per a mantenir una pluralitat que pogués obrir la ment dels joves. L'arqueologia, antropologia, biologia, etnografia i la zoologia, entre altres disciplines, formaven part del pla didàctic previst per a cada edició a través de diversos seminaris, així com tallers sobre noves tecnologies, informàtica, televisió, periodisme, fotografia, artesania, astronomia, submarinisme, ciències de la mar, música i emprenedoria social, que en els últims anys va cobrar gran importància.

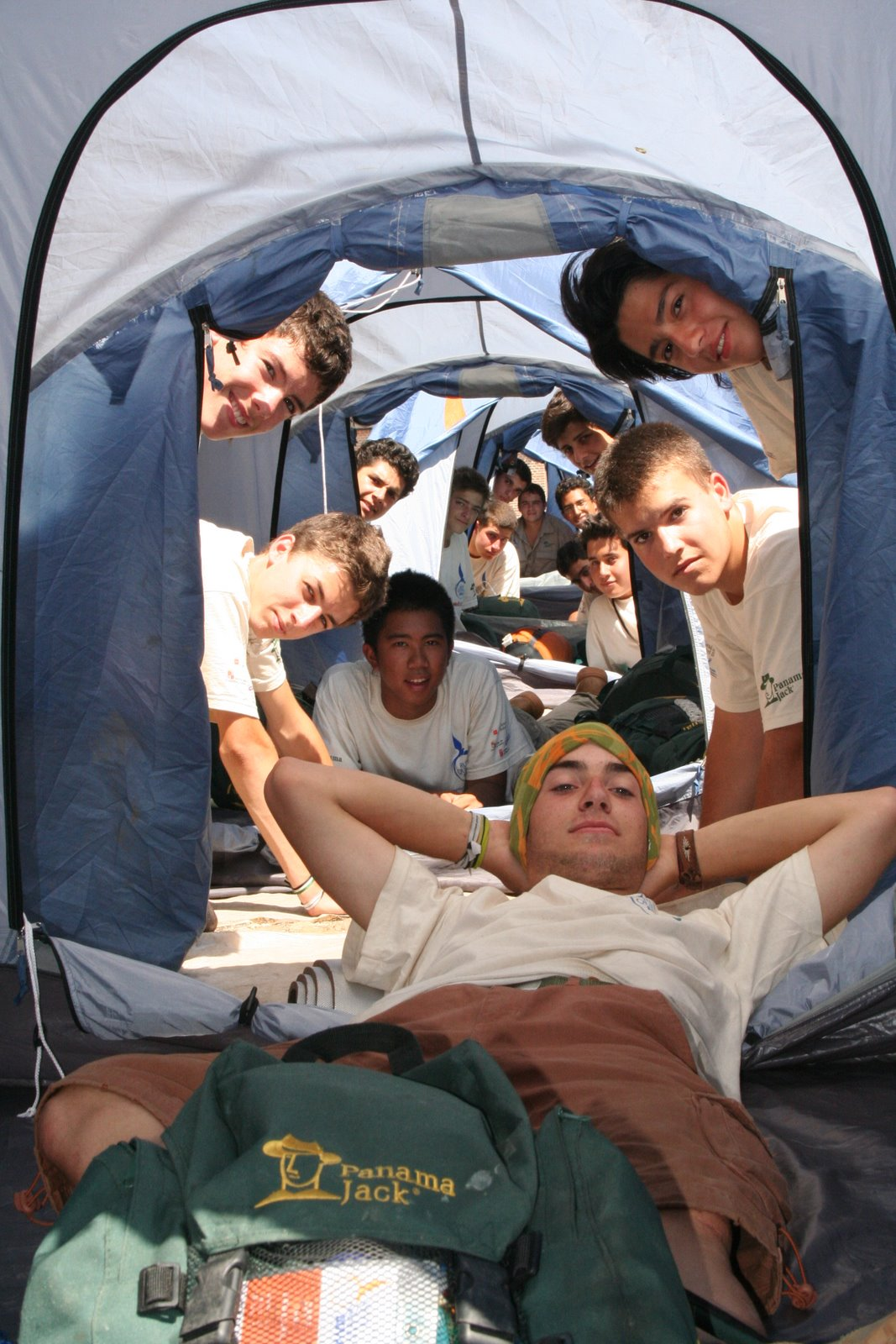
Ruters 2007 a tendes de campanya, Espanya.

En finalitzar cada viatge, el programa acadèmic es tancava amb un lliurament de diplomes als expedicionaris, celebrada en un acte de clausura presidit per la Universitat Complutense de Madrid.

### Personalitats
Alguns personatges com Camilo José Cela, Mario Vargas Llosa, Emilio Butragueño, Pedro Duque, Julio Iglesias i Silvio Rodríguez han estat conferenciants i professors del programa. Al llarg dels seus més de 30 edicions, els expedicionaris també han estat rebuts per diversos polítics com José María Aznar, Felipe González, José Luis Rodríguez Zapatero, José Bono, Fidel Castro, Vicente Fox, Manuel Fraga, Pilar del Castell, Mireia Moscoso, Alberto Fujimori, Alan García o S.S. Joan Pau II.
Tots els anys eren rebuts a més pels Reis d'Espanya en audiència privada, un dels moments més emotius de cada edició.

### Activitats esportives
Especial atenció es prestava igualment al desenvolupament d'activitats esportives, que contribuïen a l'enfortiment de vincles personals entre els expedicionaris. El programa esportiu era impartit per especialistes de l'Institut Nacional d'Educació Física i comptava amb el suport del Consell Superior d'Esports. Eren essencials les marxes i excursions que es duien a terme durant tota l'expedició, i que servien per a conèixer la fauna i flora autòctona.

### Música
Així mateix, la música estava molt present al llarg del desenvolupament de cada expedició "Los Titiriteros" (Julio, Tonet i Salva, els titellaires del grup “Libélula”) despertaven cada matí als ruteros amb el seu tambor i el seu dolçaina, amenitzaven totes les vetllades amb la seva música i animaven als joves en els moments més durs de les caminades.
L' Aula de Música era també una part molt important de la Ruta. Composta pels ruteros amb alguna habilitat per a tocar instruments o cantar, l'Aula de Música va començar l'any 2001 una nova marxa sota la direcció de la instrumentista i investigadora de la música espanyola del renaixement i el barroc Alicia Lázaro. Des d'aquest moment i fins a l'última edició, la nova formació musical del programa va oferir concerts al llarg de cada expedició, així com actuacions benèfiques i homenatges musicals dirigits per la mateixa Alicia Lázaro i el seu germà Javier, o els expedicionaris Iliana Sánchez, Víctor Casanova i Borja Juan, convertint-se aquest últim en responsable de l'Aula de Música a partir l'any 2010. En cada edició, els grups de cambra i el cor de la Ruta tenien l'oportunitat de descobrir la música que sonava fa cinc-cents anys, el naixement del Barroc musical americà i la música d'arrel popular d'anada i tornada.

### Televisió
El resum de l'aventura es va començar a emetre en el programa de títol homònim, presentat en una primera temporada per Miguel de la Quadra Salcedo i Inka Martí. La copresentació va recaure en anys successius en Verónica Mengod (1990) i Silvia Andrés (1991). Després, el programa va ser presentat alternativament per un narrador, pel mateix Miguel de la Quadra Salcedo i també per diferents expedicionaris que es convertien en reporters per un dia.
En les últimes edicions, l'aventura era gravada i posteriorment emesa en la cadena espanyola La 2, que també es podia veure online en la pàgina web de la cadena.

## Expedicions
Les expedicions realitzades de Ruta Quetzal han estat:
- 2016 Aventura en las Selvas Mayas de Yucatán, va visitar Mèxic i Espanya.
- 2015 Aventura en el País de las Esmeraldas, va visitar Colòmbia i Espanya.
- 2014 En Busca de las Fuentes Del Río Amazonas, va visitar Perú i Espanya.
- 2013 De la Selva del Darién a la Europa de Carlos V. La Gran Aventura del Descubrimiento del Mar del Sur, va visitar Panamà, Bèlgica, França i Espanya
- 2012 La Real Expedición Botánica del Nuevo Reyno de Granada, va visitar Colòmbia i Espanya.
- 2011 La Aventura de Martínez Compañón en Perú, del Desierto Moche a la Selva Amazónica, va visitar Perú, Espanya i Portugal.
- 2010 El Misterio de los Caminos Blancos Mayas. Bicentenari de Mèxic , va visitar Mèxic, Espanya i Portugal.
- 2009 Rumbo a la Isla de Robinson Crusoe, la tierra de Juan Fernández en Chile, va visitar Espanya i Xile.
- 2008 La Selva del Río de los Cocodrilos, va visitar Panamà i Espanya
- 2007 La Huella de la Nao de la China en México, va visitar Mèxic i Espanya.
- 2006 A las selvas de la serpiente emplumada. Las ciudades perdidas de los mayas, va visitar Mèxic, Belize, Guatemala i Espanya.
- 2005 De las Ciudades de los Reyes al Amazonas i a la Tierra de los Vascos, va visitar Perú i Espanya
- 2004 De los Volcanes Mexicanos a la 'Translatio', V Aniversario de la muerte de Isabel 'La Católica', va visitar Mèxic, Espanya i Portugal
- 2003 Rumbo a las Montañas del Parayso, va visitar República Dominicana, Puerto Rico i Espanya.
- 2002 Rumbo al estrecho de Cattígara, va visitar Panamà, Costa Rica i Espanya
- 2001 En busca de Spondylus, va visitar Equador, Perú i Espanya
- 2000 Expediciones Carolinas a las tierras de América del Norte, va visitar Mèxic, Estats Units i Espanya.
- 1999 Expedición a Panamà. Rumbo al Mar del Sur, va visitar Panamà i Espanya.
- 1998 Expedición a Venezuela. Expedición a la Selva del Orinoco, va visitar Portugal, Espanya i Veneçuela
- 1997 Primera Expedición Científica a América, va visitar Mèxic i Espanya.
- 1996 Expedición al legendario Potosí, va visitar Bolívia i Espanya.
- 1995 Expedición al Mundo Inca, va visitar Equador, Perú i Espanya.
- 1994 Expedición al Mundo Guaraní, va visitar Paraguai, Brasil, Argentina i Espanya.
- 1993 Expedición de las Hibueras, va visitar Hondures, Guatemala, Mèxic, Puerto Rico, República Dominicana, Portugal i Espanya.
- 1992 Aventura 92 Expedición al Mundo del Futuro. Va recórrer República Dominicana i Espanya
- 1991 Aventura 92 Rumbo al Amazonas, Va recórrer Brasil, República Dominicana, Espanya i Veneçuela
- 1990 Aventura 92 Rumbo al Mundo Maya, Va recórrer Mèxic, Costa Rica, Panamà, Colòmbia, Puerto Rico, Portugal i Espanya
- 1989 Aventura 92 Rumbo a la selva del Orinoco, va visitar Veneçuela, República Dominicana, Portugal, Illes de Cap Verd i Espanya
- 1988 Aventura 92 Rumbo a las Antillas, va visitar Bahamas, Cuba, República Dominicana, Puerto Rico, Portugal i Espanya
- 1985 Aventura 92 Rumbo al Zipango, va visitar República Dominicana, Bahamas, Cuba i Espanya
- 1979 Aventura 92 Aventura en el Amazonas, va visitar Bolívia, Perú, Colòmbia i Brasil